# Italva
Italva es un municipio brasileño del Estado de Río de Janeiro.